# Донован Рікеттс
Донован Рікеттс (англ. Donovan Ricketts; нар. 7 червня 1977, Монтего-Бей, Ямайка) — ямайський футболіст та тренер, виступав на позиції воротаря. Зіграв понад 100 матчів за англійський «Бредфорд Сіті», провів понад 100 матчів у Major League Soccer, двічі визнавався найкращим воротарем року в MLS. Капітан національної збірної Ямайки, до завершенні міжнародної кар'єри в 2013 році зіграв 100 матчів у футболці збірної.

## Клубна кар'єра

### Ранні роки
Ріккетс навчався у Вищій школі при Корнуоллському коледжі, де грав у команді «Дакоста Кап». Після завершення школи грав за ямайські клуби «Вадада», «Себа Юнайтед», «Гелексі» та «Вілледж Юнайтед». Донован звернув на себе увагу англійських клубів після вдалого виступу за збірну Ямайки в поєдинку проти Бразилії, завдяки чому в 2003 році відправився на перегляд у ФК «Лейтчестер Сіті». Після цього Ріккетс відправився на перегляд до клубу «Рашден-енд-Даймондс», в якому вже виступали представники «Реггі Бойс» Онанді Лав та Пол Голл, проте до підписання контракту справа так і не дійшла, натомість Рікеттса у 2004 році підписав клуб «Болтон Вондерерз» з Англійської Прем'єр-ліги.

### «Бредфорд Сіті»
Проте за «Болтон» ямайський голкіпер так і не зіграв, натомість у липні 2004 року його відправили набиратися досвіту в річну оренду до клубу «Бредфорд Сіті». Більшість сезону провів на лавці для запасних, будучи дублером австралійця Пола Гендерсона, допоки в останніх чотирьох матчах сезону в квітні 2004 року не отримав місця на футбольному полі. Після завершення сезону підписав з «Сіті» 2-річний контракт, який мав завершитися в 2007 році. На початку сезону 2005/06 років пропустив дев'ять матчів через перелом ноги, його замінив Рассел Говарт. Аовернув своє місце у воротах в матчі з «Порт Вейл», а в грудні 2005 року знову пропустив матч, оскільки отримав вилучення ща святкування голу, яким відзначилося «Сіті» в поєдинку проти «Саутенд Юнайтед». Потім через серйозну травму був відзаявлений, після одужання повернувся до заявки й зіграв 80 матчів у чемпіонаті сезону 2006/07 років.
Після невдалих матчів у складі команди в жовтні 2007 року втратив своє місце в складі. Повернувся на футбольне поле 3 листопада 2007 року, коли через травму була розірвана орендна угода Ріса Еванса, при цьому Донован зіграв у наступних 13 матчах. Планувалося, що Донован перейде до «Квінз Парк Рейнджерс» під час січневого трансферного вікна, і вже в переможному (4:2) для Бредфорда поєдинку проти «Шрусбері Таун» його замінив на воротарській позиції орендований Скот Лоуч проте перехід зірвався, оскільки Рікеттс не отримав дозволу на роботу. Незважаючи на повернення Донована, Лоач вийшов на поле в стартовому складі переможного (1:0) поєдинку проти «Маклсфілд Таун», а в другому таймі відбив пенальті, проте менеджер команди Стюарт Макколл запевнив Рікеттса, що той все ще розраховують у клубі. Лоач продовжував витісняти зі складу Донована, допоки англієць не відправився до Вотфорда. У березні 2008 року, після виступів за збірну Ямайки, на міграційному контролі в аеропорті Хітроу його зупинили чиновники з міграційного контролю та відправили назад до Нью-Йорка, оскільки документи ямайця були оформлені неналежним чином. «Бредфорд» також проінформували про те, що нового дозволу на роботу Рікеттс не отримає. Тому Донован повернувся до Ямайки, де тренувався з молодіжною збірною країни, а по завершенні сезону став одним з 13 гравців команди, з якими Стюарт Макколл вирішив попрощатися.

### Повернення до Ямайки
Залишившись на літо в Ямайці, де Рікеттс підтримував форму з національною збірною цієї країни, голкіпер у серпні 2008 року підписав контракт зі своїм колишнім клубом «Вілледж Юнайтед», який на той час тренував Дін Візерлі. Після повернення до «Вілледж» зіграв 45 хвилин, почав скаржитися на упереджене суддівство по відношенні до нього, після того як пропустив м'яч від «Портмор Юнайтед». Поєдинок завершився внічию (1:1), а м'яч було забито після помилки Рікеттса.

### «Лос-Анджелес Гелаксі»

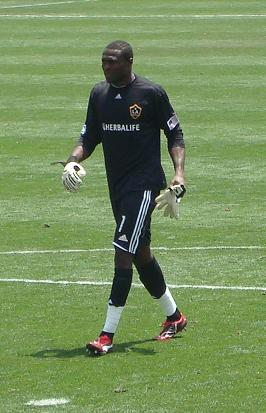
Рікеттс у складі «Лос-Анджелес Гелаксі»

23 грудня 2008 року клуб «Лос-Анджелес Гелаксі» з Major League Soccer оголосив, що Рікеттс підписав з командою контракт на сезон 2009 року. Донованом також зацікавився канадський «Торонто», але воротар вирішив приєднатися до «Ла Гелексі» за порадою свого партнера по національній команді Тайрона Маршалла, який свого часу грав за обидва клуби.
Рікеттс насолоджувався вдалим для себе дебютним сезоном у MLS під керівництвом Брюса Арени й допоміг клубу з Лос-Анджелеса виграти Західну конференцію. Його команда дійшла до фіналу Кубку MLS 2009. Під час цього матчу отримав травму й був замінений на резервного воротаря Джоша Сондерса. Загалом Сондерс провів непоганий сезон, враховуючи той факт, що саме Донован був основним воротарем команди, проте й Джош не зумів допомогти виграти того сезону «Гелексі» трофей, оскільки «Реал Солт-Лейк» переміг у вирішальному поєдинку в серії післяматчевих пенальті. У 2010 році Донована Рікеттса було визнано найкращим воротарем року в MLS. Проте Донован отримав серйозну травму, через що пропустив майже повністю сезон 2011 року. Місце ямайця у воротах лос-анджелеського клубу знову зайняв Джош Сондерс, який допоміг «Гелексі» того сезону виграти Кубок MLS.

### «Монреаль Імпакт»
28 листопада 2011 року «Монреаль Імпакт» викупив контракт Донована у «Лос-Анджелес Гелаксі». Рікеттс не брав участь у Розширеному драфті MLS, оскільки клуб обґрунтував необхідність його придбання.

### «Портленд Тімберз»
7 серпня 2012 року Ріккетс був обміняний «Портленд Тімберз» на воротаря Троя Перкінса. Дебютував за нову команду 15 серпня 2012 року в нічийному (2:2) поєдинку проти ФК «Торонто».

### «Орландо Сіті»
10 грудня 2014 року Донован був обраний «Орландо Сіті» першим номером для участі в Розширеному драфті MLS 2014.

### Повернення до «Лос-Анджелес Гелексі»
Ріккетс був проданий з «Орландо Сіті» назад до «Лос-Анджелес Гелексі» 30 липня 2015 року в обмін на вибір у другому раунді Супер Драфту MLS 2016. 7 грудня 2015 року отримав статус вільного агента.

### «Талса Рафнекс»
На початку 2017 роки після річної перерви Рікеттс відновив кар'єру, приєднавшись до клубу United Soccer League «Талса Рафнекс» на посаді граючого тренера.

## Кар'єра в збірній
3 червня 2006 року вивів збірну Ямайки з капітанською пов'язкою на товариський матч проти Англії. Ямайці поступилися в тому матчі з рахунком 0:6.
Рікеттс був важливим гравцем команді «Реггі Бойс», яку сформував тодішній головний тренер збірної Ямайки Рене Сімойнс. Донован був основним воротарем не лише головної збірної Ямайки, але й аналогічне становище мав в юнацьких та молодіжних збірних країни. Воротарської майстерності навчався в Пола Кемпбелла.
Учасник чемпіонату світу, викликався до складу збірної Ямайки на чемпіонат світу 1998 року у Франції. Проте, як і Воррен Барретт та Аарон Лоуренс, не зіграв на цьому турнірі жодного матчу. Ріккетс був основним воротарем збірної у всіх восьми матчах кваліфікації Чемпіонату світу 2010, де вони вибули з третього раунду змагання.

## Особисте життя
Ріккетс з 2011 року має американську грінкартку, завдяки чому в заявці клубу на сезон у MLS не вважається легіонером.

## Досягнення

### «ЛА Гелексі»
- Кубок МЛС
  -  Володар (1): 2011
- Щит підтримки МЛС
  -  Володар (2): 2010, 2011
- Чемпіонат Західної конференції Major League Soccer
  -  Чемпіон (2): 2009, 2011

### Міжнародні
Ямайка
- Карибський кубок
  -  Володар (2): 2005, 2008

### Індивідуальні
- Найкращий воротар року в MLS (2): 2010, 2013